# 八幡神社 (加須市中ノ目)
八幡神社（はちまんじんじゃ）は、埼玉県加須市の神社。

## 歴史
創建年代は不明である。ただ社伝によると、旗本藤堂家の家臣の岡田氏が創建したと伝わっており、藤堂家の所領になったのが元禄年間（1688年 - 1704年）で、境内にある石灯籠に「享保十三戊申（1728年）」と刻まれていることから、1688年から1728年までの間に創建されたものと推測される。近くの天正寺が別当寺であった。
1872年（明治5年）、近代社格制度に基づく「村社」に列せられ、1909年（明治42年）の神社合祀により、周辺の2社が合祀された。
当社では「八幡様は花火がお嫌い」とされており、当社の行事はもちろんのこと、何らかの祝い事で花火を打ち上げるときは、当社から離れた田で打ち上げるという。

## 交通アクセス
- 路線バス松原停留所より徒歩8分。